# Izaba
Izaba (en basc, cooficialment en castellà Isaba) és un municipi de Navarra, a la comarca de Roncal-Salazar, dins la merindad de Sangüesa. Limita amb Uztarroze, a l'oest, Urzainki, Erronkari i Garde, al sud, Areta (Pirineus Atlàntics), al nord, i Ansó (Jacetània) a l'est. Està format pels barris de:
- Izarjentea
- Mendigatxa
- Barrikata
- Bormapea
- Burgiberria
- Garagardoia

## Demografia
| Evolució demogràfica                             | Evolució demogràfica | Evolució demogràfica | Evolució demogràfica | Evolució demogràfica | Evolució demogràfica | Evolució demogràfica | Evolució demogràfica | Evolució demogràfica | Evolució demogràfica | Evolució demogràfica |
| 1996                                             | 1998                 | 1999                 | 2000                 | 2001                 | 2002                 | 2003                 | 2004                 | 2005                 | 2006                 | 2007                 |
| ------------------------------------------------ | -------------------- | -------------------- | -------------------- | -------------------- | -------------------- | -------------------- | -------------------- | -------------------- | -------------------- | -------------------- |
| 562                                              | 538                  | 533                  | 525                  | 535                  | 529                  | 500                  | 487                  | 481                  | 487                  | 483                  |
| Fonts: Izaba i Institut d'Estadística de Navarra |                      |                      |                      |                      |                      |                      |                      |                      |                      |                      |

## Administració
| 2007 | Ángel Luis de Miguel  |
| 2003 | Ángel Luis de Miguel  |
| 1999 | Ángel Luis de Miguel  |
| 1995 | Ángel Luis de Miguel  |
| 1991 | Domingo Ros           |
| 1987 | Gabriel Zalguizuri    |
| 1983 | Carlos Anaut          |
| 1979 | Miguel Ignacio Garcés |
| 1975 | Orestes Tapia         |

## Personatges cèlebres
- Cipriano Barace (1641 - 1702). Sacerdot jesuïta, missioner i màrtir.
- Pedro Miguel Etxenike Landiribar (1950 -). Físic. Premi Príncep d'Astúries en Investigació científica i tècnica en 1998.
- Angel Galé (1861 - 1941).
- Bernardo Estornés Lasa (1907-1999): Escriptor, editor i historiador. Membre d'honor de l'Euskaltzaindia.